# Хари Аничкин
Харалампи (Хари) Аничкин е български актьор и преводач на книги, филми и пиеси.

## Биография
Роден е на 27 юли 1944 г.
Завършва архитектура във ВИАС – София през 1969.
През 1964 г. започва да работи като преводач. Снима се в редица български и чужди филмови и телевизионни продукции.

## Филмография
- Аферата Picasso (2022) - Тим Грант
- Automata – Клифт
- Tom Sawyer & Huckleberry Finn (2014) – Съдия Тачър
- Непобедимите 3 (2014) – Полковник
- Под прикритие (2011) – Съдия в еп. 12, сезон 2
- Операция „Шменти капели“ (2011) – генерал Господинов
- Red Faction: Origins (телевизионен филм) (2011) – Барман
- J'étais à Nüremberg (телевизионен филм) (2010) – Съдия Робърт Х. Джаксън
- Double Identity (2009) – Министър Абилов
- Ninja (2009) – Богаташ
- Главно представление (2009) Command Performance – генерал Ворошилов
- The Tournament (2009) – Човек от синдиката
- Night Train (2009) – Уолтър
- Thick as Thieves (2009) – Стария руснак (не е отбелязан в субтитрите)
- Cyclops (телевизионен филм) (2008) – Каска
- Matroesjka's 2 (телевизионен минисериал) (2008) – Максим Морозов (епизоди 2,3,5)
- Une femme à abattre (телевизионен филм) (2008) – Иванов
- Rock Monster (телевизионен филм) (2008) – Кмет
- Mega Snake (телевизионен филм) (2007) – Патерсън
- Reporters (телевизионен серии) (2007) – Пенев в епизод 4
- Grendel (телевизионен филм) (2007) – Крал Хиглак
- Nuremberg: Nazis on Trial (документални телевизионни серии) (2006) – Андрей Вишински в епизода Алберт Шпеер
- Dragon Dynasty (телевизионен филм) (2006) – Орлов
- Locusts: The 8th Plague (телевизионен филм) (2005) – Командир на националната гвардия
- Submerged (2005) – в помощ на президента, не е включен в субтитрите
- Mansquito (телевизионен филм) (2005) – Бездомник
- Darklight (телевизионен филм) (2004) – Абе
- Boa vs. Python (2004) – Текс
- Alien Hunter (2003) – армейски генерал
- Shark Attack 3: Megalodon (2002) – Господин Толи
- „Американски тюлени 3: Живи или мъртви“ (2001) – Андерсън
- U.S. Seals (2001) – Самюел Парсън
- Octopus 2: River of Fear (2001) – Съдия
- The Grey Zone (2001) – Камински
- Operation Delta Force 4: Deep Fault (1999) – Дуайър първи заложник
- „Двойната примка“ (1986), 3 серии
- „Осмият“ (1969) – Партизанин
- „Най-дългата нощ“ (1967) – Английският авиатор

## Преводи
- „Котарак шапкарак“, Доктор Сюс[1]